# NGC 7718
NGC 7718 is een spiraalvormig sterrenstelsel in het sterrenbeeld Pegasus. Het hemelobject werd op 6 september 1863 ontdekt door de Duitse astronoom Albert Marth.

## Synoniemen
- UGC 12712
- MCG 4-55-34
- ZWG 476.82
- PGC 71959